# Мельковский механический завод

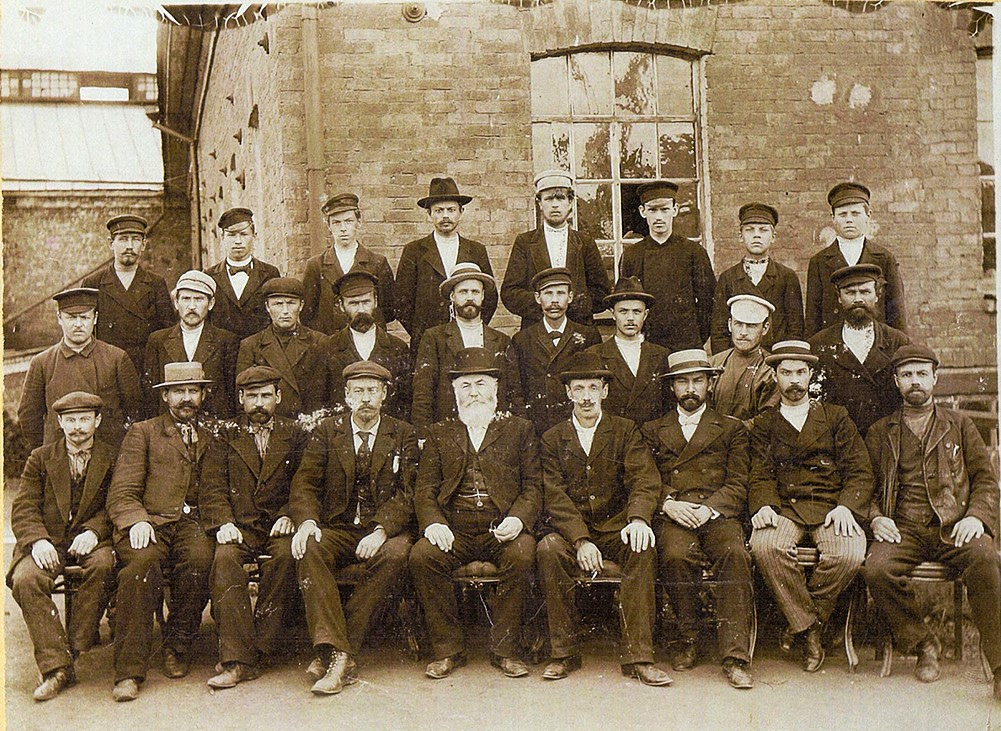
Ф. Е. Ятес (в нижнем ряду в центре) с рабочими завода

Застройка территории бывшего завода (в центре) в 2022 году
Паровой молот завода Ятеса на Сибирско-Уральской выставке 1887 года
Мелько́вская фа́брика (с 1872 года — завод Ятеса) — машиностроительное предприятие, действовавшее в Екатеринбурге с 1844 года до 1920-х годов. В 1922 году предприятие было переименовано в Свердловский завод «Металлист», а после объединения с эвакуированными в 1941 году Ижорским броневым, Московским и Подольским танковыми заводами получило название «Свердловский завод № 37 им. Серго Орджоникидзе», впоследствии преобразованный в Уралтрансмаш.

## История

### Мельковская золотопромывальная фабрика
Летом 1817 года на реке Мельковке у северного склона Вознесенской горки в окрестностях Екатеринбурга была основана казённая золотопромывальная фабрика. Её главный двухэтажный каменный корпус строился по проекту главного архитектора Уральского горного правления М. П. Малахова. Местные золотоносные пески были быстро выработаны, фабрика простаивала.

### Мельковская механическая фабрика
В конце 1830-х годов главный механик уральского горного правления П. Э. Тет, намеревавшийся строить в Екатеринбурге механическую фабрику, заручился в этом поддержкой Главного начальника А. И. Дитерихса, а затем его преемника В. А. Глинки. Получив одобрение руководства, П. Э. Тет совместно с М. П. Малаховым осмотрели корпуса недействовавшей к тому времени золотопромывальной фабрики, отметив маловодность Мельковского пруда и прогнившие конструкции корпусов. Тем не менее, в 1843 году Тет выкупил полуразрушенную фабрику, а в мае 1844 года запустил на её месте частную механическую фабрику по производству паровых машин и котлов, получившую название Мельковской. В 1845 году был построен новый главный корпус фабрики, а также трубы и канавы, обеспечивавшие работу водяных колёс. Чугун и железо для обработки поставлялись с уральских горных заводов, реже — с заводов Южного Урала. Готовая продукция сбывалась металлургическим, пароходным, мукомольным и винокуренных предприятиям Урала, Сибири и Поволжья.
После запуска фабрики Тет сдал её в аренду своим родственникам П. В. Гаксу и Г. И. Гуллету, фактически продолжая руководить производством. Первоначально в составе предприятия функционировали механическая, суконная и пивоваренная фабрики. Вскоре производство сукна и пива прекратилось, а освободившиеся площади были заняты механическими цехами. В 1859 году на фабрике было занято 129 человек, объём производства в денежном выражении за этот год составил 135,5 тыс. рублей. К 1880-м годам фабрика ежегодно производила товаров на общую сумму в 53 тыс. рублей.
В 1860-х годах Гакс и Гуллет отказались от аренды, в 1865 году фабрика была остановлена. После этого П. Э. Тет продлил аренду до 1892 года, но затем выкупил предприятие в собственность.

### Чугунолитейный и механический завод Ятеса
4 сентября 1872 года Тет продал фабрику уральскому предпринимателю английского происхождения Гасперу (Василию Егоровичу) Ятесу. В 1873 году предприятие перешло по наследству Томасу (Фоме Егоровичу) Ятесу и с этого времени стало называться заводом Ятеса. В конце XIX века фабрика была полностью реконструирована на средства нового владельца. В этот период ассортимент производимой продукции включал в себя паровые машины, краны, трансмиссии, локомобили, прокатные станы, золотодобывающие драги, металлорежущие станки и различное литьё.
В 1899—1902 годах завод изготовил горизонтальную паровую машину мощностью в 100 л. с. для Нязепетровского завода, 4 газовых клапана для Кизеловского завода, железный кожух для доменной печи завода М. М. Лукьянова, воздуходувную машину для Златоустовского и Инзерского заводов, паровую машину мощностью в 250 л. с. для Лысьвенского завода, 8 прокатных станов для Нижне-Тагильских заводов. В этот период на заводе работали литейный цех с 2 вагранками, токарный цех с 29 станками, слесарно-сборочный цех, оборудованный 10-тонным мостовым краном, а также котельный и кузнечный цехи. Завод имел электрическое освещение, на производстве работали 290—350 человек. В этот период на заводе работал механиком П. М. Дмитриев.
В начале XX века в условиях общего кризиса и появления на рынке импортной машиностроительной продукции завод Ятеса стал сокращать объём производства. Для повышения рентабельности Ф. Е. Ятес в 1903 году арендовал в окрестностях Тюмени на 10 лет Жабынский судостроительный и механический завод. Получив за два года убыток в 110 тысяч рублей Ятес вынужден был закрыть Жабынский завод, а позднее досрочно отказался от его дальнейшей аренды.
В апреле-июне 1908 года кредиторы Ятеса учредили в Екатеринбурге администрацию, которой вменили функции внешнего управления всеми предприятиями Ятеса для получения прибыли и возврата кредитов. Сам Ф. Е. Ятес также вошёл в состав вновь образованной администрации. В 1908—1917 годах завод производил паровые и воздуходувные машины, паровые котлы, локомобили, паровые молоты, станки и насосы различных видов, оборудование для золотоносных приисков, дробилки, турбины, детали машин и механизмов, а также чугунное и медное литьё. В числе заказчиков по-прежнему оставались как представители фабрично-заводской промышленности, так и металлургические предприятия. В годы Первой мировой войны завод производил детали и оборудование для предприятий, выполнявших военные заказы.
В январе 1918 года завод был национализирован. В этом же году завод вновь перешёл в собственность Ф. Е. Ятеса, который в 1919 году смог вывезти часть оборудования. 31 октября 1919 года завод перешёл под управление Делового Совета, в ноябре 1919 года директором был назначен П. А. Ладыженский. Под его руководством предприятие освоило выпуск запасных частей для электростанций и мельниц. В 1920 году в составе завода функционировали механический, литейный и котельный цехи, в которых действовали 93 механообрабатывающих станка, две паровые машины, два паровых котла, 2 вагранки, 1 кузнечный молот, 4 пресса и несколько горнов. Большая часть оборудования была изношена и нуждалась в замене. Штат завода в этот период состоял из 322 рабочих и 39 служащих.
20 апреля 1922 года предприятие было переименовано в «Свердловский завод „Металлист“». В этом же году бывший завод Ятеса объединили с заводом по производству стальных канатов «Сталькан». В 1924 году завод вновь стал самостоятельным предприятием, производя оборудование для пароходов и металлургических заводов. 6 марта 1928 года предприятие было объединено с заводами «Машиностроитель» и «Спартак». В этом же году Мельковский пруд был спущен в городской пруд.
С 1936 года на заводе производили буровое и насосное оборудование. В октябре 1941 года на территории завода Металлист разместилось оборудование эвакуированных Ижорского броневого, Московского и Подольского танковых заводов. Объединённое предприятие получило название «Свердловский завод № 37 им. Серго Орджоникидзе», впоследствии преобразованное в Уралтрансмаш и перемещённое на новую площадку на окраине города.

## Память
В 1991 году здание механического цеха бывшего завода Ятеса было внесено в перечень объектов культурного наследия Свердловской области и является памятником промышленной архитектуры второй половины XIX века. Корпус цеха состоит из двух частей. Двухэтажная часть выполнена открытой кирпичной кладкой, одноэтажная часть имеет высокую кровлю и мансарду с фронтоном.
По состоянию на 2021 год, планировалась реконструкция здания под культурно-общественное пространство.